# Jost Trier
Jost Trier (* 15. Dezember 1894 in Schlitz; † 15. September 1970 in Bad Salzuflen) war ein deutscher Linguist und  germanistischer Mediävist. Er war Ordinarius für Germanische Philologie der Universität Münster.

## Leben
Jost Trier war der Sohn eines Arztes. 1924 wurde er an der Universität Freiburg promoviert. Nach seiner 1929 erworbenen Habilitation an der Philipps-Universität Marburg hatte er ab 1932 den Lehrstuhl für Germanische Philologie in Münster inne. Mit seinem 1931 erschienenen Werk Der deutsche Wortschatz im Sinnbezirk des Verstandes. Die Geschichte eines sprachlichen Feldes begründete er die Wortfeldforschung. Er griff dabei Ideen von Ferdinand de Saussure auf und sah den Wortschatz als System sich gegenseitig bestimmender Einheiten.
Nach der Machtergreifung der Nationalsozialisten trat Trier 1933 der NSDAP bei. Trier hob die Germanistik radikal von der Erforschung anderer Sprachen ab. Solche Philologien trügen „für das Sein und das Schicksal jener Sprachen keine Verantwortung“. Der Germanist sei hingegen „der Beauftragte seiner Volksgemeinschaft“. Da der deutsche „Volkskörper“, die germanische „Volksgemeinschaft als urgegebene Größe“, den Germanisten in seiner Arbeit trage, könne er ihr nicht neutral, objektiv und wertfrei gegenüberstehen.
Im Jahr 1933 übernahm Trier den Vorsitz der Volkskundlichen Kommission für Westfalen, dieses Amt legte er 1943 nieder. Im Jahr 1934 wurde Trier zum ordentlichen Mitglied der Historischen Kommission für Westfalen  gewählt. 1969 wurde seine Mitgliedschaft in eine korrespondierende umgewandelt. Von 1935 bis 1937 war Trier Dekan der Philosophischen Fakultät der Universität Münster. 1939 wurde er zum ordentlichen Mitglied der Göttinger Akademie der Wissenschaften gewählt.
In der Nachkriegszeit wurde Jost Trier 1956/57 Rektor der Universität Münster. Seit 1961 gehörte er dem Senat der Deutschen Forschungsgemeinschaft an. 1964 war Trier einer der Mitbegründer des Instituts für Deutsche Sprache in Mannheim. 1968 wurde Jost Trier mit dem Konrad-Duden-Preis ausgezeichnet.
Jost Trier starb am 15. September 1970 in einem Sanatorium in Bad Salzuflen. Drei Tage später, am 18. September, wurde er in seiner Heimatstadt Schlitz neben seiner Frau bestattet, die ihm um wenige Tage im Tode vorausgegangen war. Ihr Sohn ist der Archäologe Bendix Trier (* 1930).

## Das sprachliche Feld
Jost Trier führte mit seiner Marburger Habilitationsarbeit Der deutsche Wortschatz im Sinnbezirk des Verstandes. Die Geschichte eines sprachlichen Feldes den Begriff des sprachlichen Feldes in die Linguistik ein. Das sprachliche Feld definiert Trier an späterer Stelle als

„die zwischen Einzelworten und dem Wortschatzganzen lebendigen sprachlichen Wirklichkeiten, die als Teilganze mit dem Wort das Merkmal gemeinsam haben, dass sie sich ergliedern, mit dem Wortschatz hingegen, dass sie sich ausgliedern.“

Trier betont, dass das Feld eine Möglichkeit ist, die Gliederung der Sprache besser verstehen zu können, und es kann helfen die Geschichte und Wandlung des Sprachinhalts besser zu untersuchen. Eine Bedeutungsveränderung ist häufig die Veränderung der Feldstruktur.
Untersucht hat Trier den Sinnbezirk des Verstandes einmal zum Zeitpunkt A, „den Zustand höfischer Dichtung um 1200“ und zum Zeitpunkt B, „den Zustand der Mystik um 1300, wie er bei Meister Eckehart vorliegt.“ Das sprachliche Feld der höfischen Dichtung setzt sich aus den Begriffen wîsheit, kunst und list zusammen und verschiebt sich schließlich in den Schriften Meister Eckeharts zu wîsheit, kunst, wizzen.
Der Begriff des Wortfeldes erwies sich für die Linguistik als äußerst fruchtbar. So wirft das Konzept des Wortfeldes den Blickpunkt auf die Beziehungen zwischen den einzelnen Wörtern und betont in einem eigenen Konzept, was bereits in Ferdinand de Saussures valeur Begriff anklingt: Dass sich die Bedeutungen eines Wortes immer aus den Beziehungen zu anderen Wörtern ergeben. Triers Leistung besteht darin, dass er die atomistische Sicht, die zuvor in der Semantik vorherrschte, überwunden hat. Triers Arbeiten übten starken Einfluss auf Walter Porzig, André Jolles und Gunther Ipsen aus. Diese Arbeiten sind auch für die moderne Kollokationsforschung und für die Semantik allgemein von Bedeutung.

## Veröffentlichungen (Auswahl)
- Der Heilige Jodocus. Sein Leben und seine Verehrung, zugleich einige Beiträge zur Geschichte der deutschen Namengebung. (= Germanistische Abhandlungen, Heft 56). M. & H. Marcus, Breslau 1924, DNB 362906254 (Dissertation Universität Freiburg im Breisgau 1924).
- Lehm. Etymologien zum Fachwerk. (= Münstersche Forschungen, Heft 3) Simons Verlag, Marburg 1951.
- Aufsätze und Vorträge zur Wortfeldtheorie. Hrsg. von Anthony Lee und Oskar Reichmann. Mouton, The Hague/Paris 1973.
- Wege der Etymologie. Nach der hinterlassenen Druckvorlage mit einem Nachwort hrsg. von Hans Schwarz. (= Philologische Studien und Quellen, Heft 101). Erich Schmidt Verlag, Berlin 1981, ISBN 3503016252.